# Antoni Bolesław Dobrowolski
Antoni Bolesław Dobrowolski (Dworszowice Kościelne, 6 de junio de 1872 – Varsovia, 27 de abril de 1954) fue un geofísico, meteorólogo y explorador polaco.

## Biografía

### Primeros años
Dobrowolski nació en el seno de una familia indigente. Empezó a ganarse la vida a los 12 años, siendo estudiante de instituto en Varsovia, dando clases a niños más pequeños. Su activismo en una organización ilegal a favor de la independencia de Polonia le supuso tres años de prisión en el Cáucaso, pero al cabo de dos años consiguió escapar de Rusia para empezar a estudiar en Suiza y Bélgica.

### Expedición Antártica Belga
Siendo todavía estudiante de biología, física y química de la Universidad de Lieja, formó parte de la Expedición Antártica Belga (1897-1899) como meteorólogo asistente. Al principio, Henryk Arctowski, quien estaba a cargo de las observaciones físicas, no consiguió convencer al comandante de la expedición Adrien de Gerlache de que lo aceptase en la misma. Sin embargo, debido a una avería, el Bélgica tuvo que regresar a Ostende para ser reparado. Dos miembros de la expedición la abandonaron, y entonces Dobrowolski fue contratado como marinero.
Sin embargo, sus considerables contribuciones científicas motivaron a De Gerlache a ascenderlo formalmente en marzo de 1898. Arctowski y Dobrowolski fueron los primeros que realizaron observaciones meteorológicas e hidrográficas en la Antártida a lo largo de todo el año. También estudió la cristalografía del hielo y los fenómenos luminosos en las nubes de hielo. Gracias a los datos obtenidos, pudo escribir un tratado monumental sobre la cristalografía del hielo y de la nieve.
Tras su regreso de la Antártida, obtuvo una beca en Bélgica para estudiar los resultados obtenidos y trabajó junto con Georges Lecointe en el Real Observatorio de Bélgica.

### Trayectoria posterior
En 1907, Nicolás II de Rusia declaró la amnistía para los refugiados políticos, permitiendo a Dobrowolski volver a Varsovia. Hasta 1914, trabajó de maestro de escuela. Durante la Primera Guerra Mundial, vivió en Suecia y estudió allí la formación de hielo y nieve. Tras la guerra, volvió a Polonia y terminó su tratado sobre la cristalografía del hielo y de la nieve, Historia natural del hielo (Historia naturalna lodu). El concepto de criosfera se puede remontar a este monográfico. Dobrowolski también publicó trabajos sobre pedagogía y ética en la investigación. En la misma época, enseñó pedagogía en la Universidad Libre de Polonia en Varsovia y se implicó profundamente en la organización de la educación en la Polonia ya independiente. En 1924, fue nombrado vicedirector, y posteriormente director, del Instituto Meteorológico Polaco en Varsovia.
Fundó varios observatorios y la Sociedad de Geofísicos en Varsovia, y fue un activo promotor de la investigación polar en Polonia. Durante el segundo Año Polar Internacional (1932-1933), proporcionó asistencia a la expedición polaca que pasó el invierno en la Isla del Oso. Dirigió el comité organizador de la expedición polaca de 1934 a Spitsbergen y se comprometió también con la expedición polaca de 1938 a la Tierra de Óscar II. Después de la Segunda Guerra Mundial, trató de conseguir una mayor implicación de la ciencia polaca en la investigación polar. Murió en 1954 sin llegar a ver la implementación de sus ideas en la participación polaca en el Año Geofísico Internacional. Sus compatriotas exploradores y científicos lo consideraban una «figura paterna», y se convirtió en una autoridad natural en materia polar.

## Homenajes
Antoni Bolesław Dobrowolski ha dado su nombre a una base de investigación en la Antártida (actualmente inactiva), a la isla Dobrowolski, al pico Dobrowolski y al glaciar Dobrowolski (estos dos últimos en la isla Rey Jorge).